# تود إنجلش
تود إنجلش (بالإنجليزية: Todd English)‏ هو صاحب مطعم أمريكي، ولد في 29 أغسطس 1960 في أماريلو في الولايات المتحدة.

## وصلات خارجية
- الموقع الرسمي